# Kolonia Gorzędów
Kolonia Gorzędów (do 2011 Gorzędów-Kolonia) – kolonia (osada) w Polsce położona w województwie łódzkim, w powiecie piotrkowskim, w gminie Gorzkowice.
W latach 1975–1998 miejscowość administracyjnie należała do województwa piotrkowskiego.